# 小澤新音
小澤 新音（おざわ にいね、1986年5月5日 - ）は、日本のAV女優。
神奈川県出身。

## 略歴
- 2006年にAVデビュー。

## 作品

### アダルトビデオ
2006年
- Fairy Doll 制服・スク水・ブルマ 3 （12月8日、明和プランニング）

2007年
- 巨乳拘束×FUCK（2月23日、笠倉出版社）
- 小澤新音 美巨乳女子高生 極デジタルモザイク（3月8日、ディープス）
- メガネおっぱい×オフィスレディ（4月27日、笠倉出版社）
- じゅーだいいえで体験記78 中出し美少女ニイネちゃん（5月2日、プレステージ）
- ミニろり巨乳りんこ（5月22日、イースト・プレス）
- 田舎女子高生 8（6月1日、プレステージ）
- 爆乳堕天使（8月1日、シネマジック）
- BIGBUST 小澤新音 90cm Gcup（9月13日、MOODYZ）
- ロリはめ 14 （11月9日、I.B.WORKS）

2008年
- 最高の筆下ろしを貴方に…（1月20日、ホットエンターテイメント）
- ロリータイラマチオ強制口内中出し（5月1日、NIRVANA）
- のぞみ (MUKD-032)（7月13日、無垢）
- こんな娘を犯したい…（7月16日、LOTUS）
- 巨乳ロ●ータ二輪車ソープ（7月25日、I.B.WORKS）
- 巨乳・爆乳 乳舐め吸いvol.2（8月8日、映天）
- 中出し痴漢バス女子校生（9月12日、I.B.WORKS）

2009年
- 妹の爆乳は一見にしかず・2 Gカップ90cm（2月20日、CHERRIES）